# Obert internacional d'escacs de Dubai
El Obert internacional d'escacs de Dubai és un torneig d'escacs que se celebra anualment a Dubai, Emirats Àrabs Units, des del 1999. És organitzat pel Club escacs i cultura de Dubai. El festival d'escacs es juga pel sistema suís a nou rondes al ritme de 90 minuts pels primers 40 moviments més 30 segons per jugada més 30 minuts i 30 segons addicionals per jugada per acabar la partida. La bossa de premis ascendeix a 50.000 dòlars. El torneig és obert a tots els jugadors amb llicència fide.

## Quadre d'honor
Quadre de totes les edicions amb els tres primers de la classificació del torneig:
| Edició | Any      | Campió                                                  | Subcampió                  | Tercer                |
| ------ | -------- | ------------------------------------------------------- | -------------------------- | --------------------- |
| 1      | 1999     | Vladímir Akopian                                        |                            |                       |
| 2      | 2000     | Alexander Nenashev                                      |                            |                       |
| 3      | 2001     | Karen Asrian                                            |                            |                       |
| 4      | 2002     | Alexander Goloshchapov                                  |                            |                       |
| 5      | 2003[3]  | Baadur Jobava                                           | Aixot Anastassian          | Sergey Volkov         |
| 6      | 2004     | Xakhriar Mamediàrov                                     |                            |                       |
| 7      | 2005[4]  | Wang Hao                                                | Merab Gagunaixvili         | Viorel Iordăchescu    |
| 8      | 2006[5]  | Gabriel Sargissian Tigran L. Petrossian Serhí Fedortxuk |                            |                       |
| 9      | 2007[6]  | Levan Pantsulaia                                        | Guseinov Gadir             | Amir Bagheri          |
| 10     | 2008[7]  | Wesley So                                               |                            |                       |
| 11     | 2009     | Tigran Kotanjian                                        | Dmitri Botxarov            | Aixot Anastassian     |
| 12     | 2010[8]  | Eduardo Iturrizaga Bonelli                              | Viorel Iordăchescu         | Aleksei Aleksàndrov   |
| 13     | 2011[9]  | Abhijeet Gupta                                          | Parimarjan Negi            | Csaba Balogh          |
| 14     | 2012[10] | Ni Hua                                                  | Baadur Jobava              | Mikheil Mchedlishvili |
| 15     | 2013[11] | Aleksandr Rakhmanov                                     | Serguei Vólkov             | Ju Wenjun             |
| 16     | 2014[12] | Romain Édouard                                          | Eduardo Iturrizaga Bonelli | Iuri Kuzúbov          |
| 17     | 2015[13] | Dragan Šolak                                            | David Howell               | Vladímir Fedosséiev   |
| 18     | 2016[14] | Gawain Jones                                            | Vladímir Akopian           | Borís Savtxenko       |